# آنگرسدورف
آنگرسدورف (به آلمانی: Angersdorf) یک منطقهٔ مسکونی در آلمان است که در Teutschenthal واقع شده‌است.
 آنگرسدورف  ۱٬۱۶۲ نفر جمعیت دارد.